# Corps combattants des citoyens patriotiques

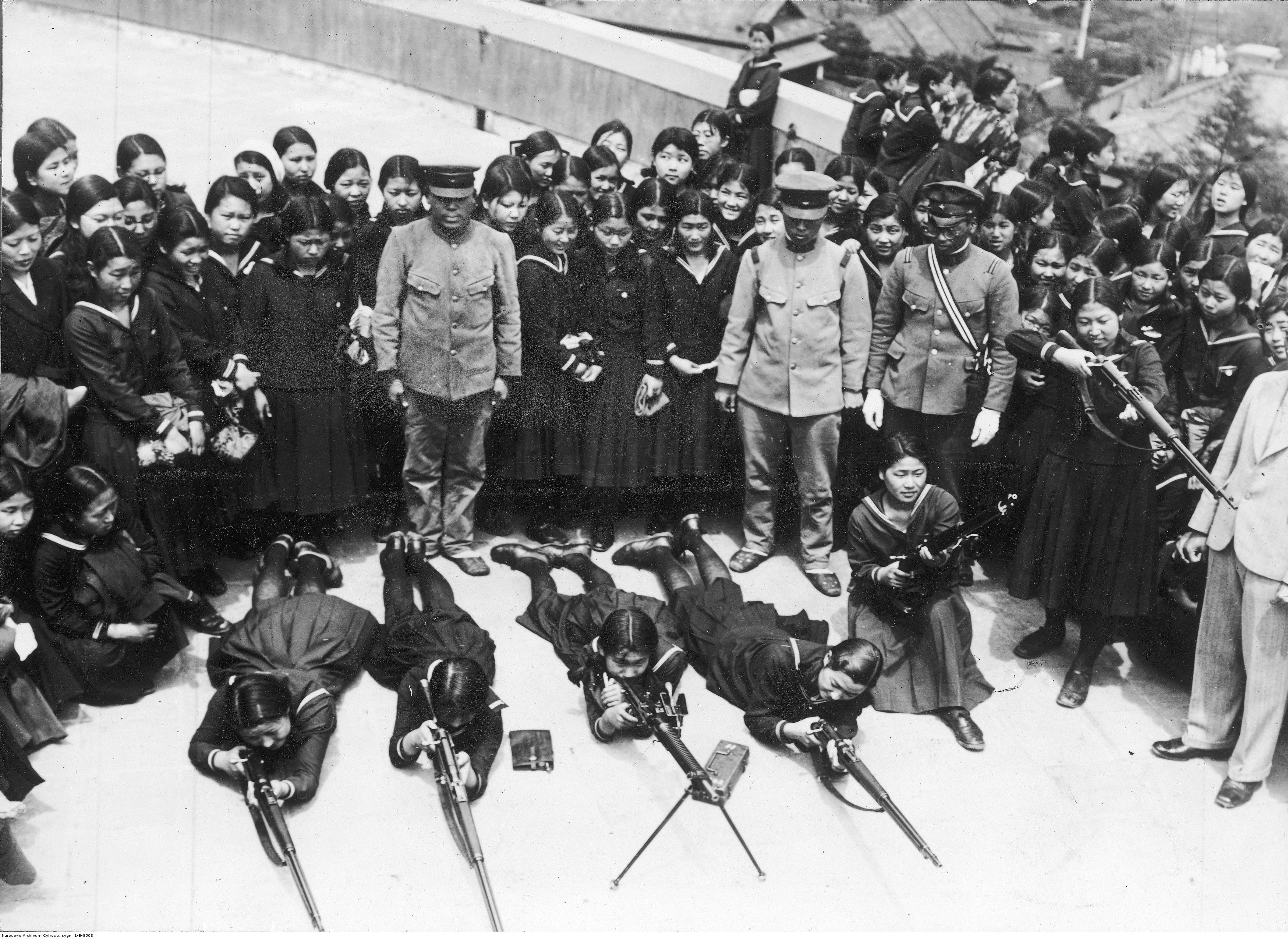
Écolières recevant une formation au maniement du fusil à Tokorozawa en 1945.

Les corps combattants des citoyens patriotiques (国民義勇戦闘隊, Kokumin Giyū Sentōtai) étaient des unités de défense civile organisées en 1945 dans l'empire du Japon comme mesure désespérée face à une invasion ennemie imminente (opération Downfall (Ketsugo Sakusen)) durant les derniers temps de la Seconde Guerre mondiale.
Équivalent japonais du Volkssturm allemand, le commandant en chef était l'ancien premier ministre et général Kuniaki Koiso.

## Histoire

### Corps de volontaires
En mars 1945, le cabinet du premier ministre Kuniaki Koiso passa une loi instituant la création d'unités de défense civiles, les Corps de volontaires (国民義勇隊, Kokumin Giyūtai). Avec l'aide de l'association de soutien à l'autorité impériale, des tonarigumi et du parti de la jeunesse du grand Japon, des unités furent créées en juin 1945.
Les corps de volontaires n'étaient pas combattants mais œuvraient à la prévention des incendies, à assurer la production alimentaire et à organiser les évacuations. Tous les hommes de 12 à 65 ans et les femmes de 12 à 45 ans en étaient membres. Ils recevaient une formation de lutte contre les incendies et des premiers secours.

### Reformation en milice

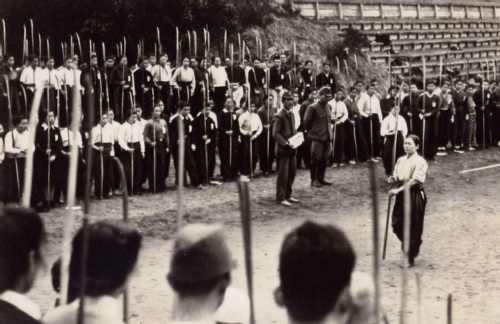
Étudiants miliciens s'entrainant avec la japonaise sur une plage de la préfecture de Chiba.

En avril 1945, le cabinet japonais décida de reformer les corps de volontaires en milices civiles. En juin, il passa une loi spéciale de conscription et nomma les unités de milices Corps combattants des citoyens patriotiques (国民義勇戦闘隊, Kokumin Giyū Sentōtai).
Les corps seraient organisés si des forces ennemies étaient débarquées près du Japon. Les gouverneurs des préfectures pouvaient recruter tous les hommes de 15 à 60 ans et les femmes non mariées de 17 à 40 ans en bonne santé. Les commandants étaient choisis parmi les militaires à la retraite et les civils ayant une expérience des armes.
Les corps combattants des citoyens patriotiques étaient conçus pour servir de principale réserve du second front des forces japonaises pour engager une guerre de positions contre les troupes ennemies. Après l'invasion alliée, les milices étaient destinées à former la résistance et à organiser des cellules de guérilla dans les villes, les villages ou les montagnes.

### 28 millions de réservistes
Fin juin 1945, quelque 28 millions de personnes furent considérées comme aptes au combat. Les armes, les uniformes et l'entraînement faisaient généralement défaut : certains hommes étaient armés de mousquets, d'arcs ou de lances en bambou ; néanmoins, il était attendu d'eux qu'ils fassent ce qu'ils avaient à faire avec ce qu'ils avaient :
« À une jeune lycéenne mobilisée, Yukiko Kasai, on donna une alêne : "Même si vous ne tuez qu'un soldat américain cela fera l'affaire. Il vous suffit de viser l'abdomen". »
Les corps combattants des citoyens patriotiques ne furent cependant jamais utilisés au combat au Japon même, excepté dans le sud de Sakhaline (la bataille d'Okinawa eut lieu avant leur création). Des unités similaires furent levées dans les territoires extérieurs du Japon et utilisées au combat. Celles de Corée, du Guandong et du Mandchoukouo subirent de lourdes pertes lors de l'invasion soviétique de la Mandchourie durant les derniers jours de la guerre.
Les corps combattants des citoyens patriotiques furent abolis par les forces alliées après la défaite japonaise.

## Équipement
Les unités étaient théoriquement armées des armes suivantes : 
- Nambu Type 94
- Fusil Type 30 (en)
- Fusil Arisaka Type 38
- Fusil de cavalerie Type 44
- Mitrailleuse lourde Type 1
- Canon anti-aérien Type5 (en)
- Lance-roquettes Type 4
- Lance-grenades Type 10
- Lance-grenades Type 89
- Grenade Type 4 céramiques
- "Mine lunge" (mine antichar sur tige de bambou)

Dans les faits, seules des armes beaucoup moins sophistiquées étaient disponibles :
- Des cocktails Molotov
- De simples lances en bois ou en bambou[1]
- Des épées, des baïonnettes, des couteaux
- De très vieilles armes à feu